# 初恋の絵日記
「初恋の絵日記」（はつこいのえにっき）は、ずうとるびの6枚目のシングル。
1975年9月5日にエレックレコードから発売された。

## 解説
- 作詞は2枚目のシングル『恋のパピプペポ』から5作連続となった岡田冨美子。作曲は初起用の加瀬邦彦。
- オリジナル・アルバムには両曲とも未収録である[1]。
- この曲で第26回NHK紅白歌合戦に出場した。山田隆夫は、大喜利でよくネタにしている。
- セリフは山田隆夫が担当している[2][3]。

## 収録曲
A面
- 初恋の絵日記（作詞：岡田冨美子、作曲：加瀬邦彦）

B面
- 君をひとりじめ（作詞：岡田冨美子、作曲：穂口雄右）